# I’d Rather Believe in You
I’d Rather Believe in You − trzynasty solowy album studyjny amerykańskiej piosenkarki Cher. Został wydany w październiku 1976 roku nakładem wytwórni Warner Bros.
Ponieważ poprzedni album piosenkarki poniósł porażkę finansową, Cher postanowiła wrócić z narracyjnymi piosenkami pop na swoim kolejnym albumie. I’d Rather Believe in You nie wzbudził żadnej uwagi i przepadł na listach przebojów. Producent Michael Omartian przypisał to brakowi promocji.
Cher nagrała ten album, gdy była w ciąży ze swoim drugim dzieckiem Elijah Blue Allmanem. Napisała dedykację do niego na tylnej okładce albumu: „I specjalne podziękowania dla Elijah za czekanie do następnego dnia po ukończeniu mojego albumu. Cher.”

## Lista utworów
| Pierwsza strona | Pierwsza strona               | Pierwsza strona                    | Pierwsza strona |
| Nr              | Tytuł utworu                  | Autorzy                            | Długość         |
| --------------- | ----------------------------- | ---------------------------------- | --------------- |
| 1.              | „Long Distance Love Affair”   | Michael Price, Dan Walsh           | 2:45            |
| 2.              | „I’d Rather Believe in You”   | Michael Omartian, Stormie Omartian | 3:45            |
| 3.              | „I Know (You Don’t Love Me)”  | Barbara George                     | 2:54            |
| 4.              | „Silver Wings & Golden Rings” | Gloria Sklerov, Molly Ann Leikin   | 3:20            |
| 5.              | „Flashback”                   | Artie Wayne, Alan O’Day            | 3:53            |
|                 |                               |                                    | 16:37           |

| Druga strona | Druga strona              | Druga strona                                            | Druga strona |
| Nr           | Tytuł utworu              | Autorzy                                                 | Długość      |
| ------------ | ------------------------- | ------------------------------------------------------- | ------------ |
| 1.           | „It's a Cryin' Shame”     | Dennis Lambert, Brian Potter                            | 2:49         |
| 2.           | „Early Morning Strangers” | Barry Manilow, Hal David                                | 3:43         |
| 3.           | „Knock on Wood”           | Eddie Floyd, Steve Cropper                              | 3:30         |
| 4.           | „Spring”                  | John Tipton                                             | 4:23         |
| 5.           | „Borrowed Time”           | John M. Hill, William Soden, Joe Weber, Spencer Michlin | 2:57         |
|              |                           |                                                         | 17:22        |

## Personel
- Cher - główny wokal
- Dean Parks, Lee Ritenour – gitara
- Jay Graydon – gitara, mandolina
- Ben Benay – gitara, harmonijka
- David Hungate, Lee Sklar, Scott Edwards – bas
- Michael Omartian – keyboard
- Jeff Porcaro – bębny
- Steve Barri, Victor Feldman – perkusja
- Chuck Findley, Lew McCreary, Nino Tempo, Steve Douglas, Steve Madaio – róg
- Dan Walsh, Gene Nelson, Ginger Blake, Jim Haas, Julia Tillman Waters, Kerry Chater, Maxine Tillman Waters, Michael Price, Stephanie Spring - chórki